# Tadashi Asai
Tadashi Asai (jap. 浅井正 Asai Tadashi; ur. 28 listopada 1935 w Mashike, zm. 6 stycznia 1990) – japoński zapaśnik walczący w stylu wolnym. Dwukrotny olimpijczyk. Czwarty w Melbourne 1956 i Rzymie 1960. Walczył w kategorii 52 – 57 kg.
Czwarty na mistrzostwach świata w 1959. Mistrz igrzysk azjatyckich w 1962 roku.